# Stanley Shoveller
Stanley Howard Shoveller (Kingston Vale, London, London, 1881. szeptember 2. – Broadstone, Dorset, 1959. február 24.) olimpiai bajnok brit gyeplabdázó, első világháborús katonatiszt, százados.
A londoni 1908. évi nyári olimpiai játékokon indult, mint gyeplabdázó. Ezen az olimpián négy brit csapat is indult, de mindegyik külön nemzetnek számított. Ő az angol válogatott tagja volt. Az ír válogatottat győzték le a döntőben.
Az antwerpeni 1920. évi nyári olimpiai játékokon ismét játszott, mint gyeplabdázó. 
A brit csapattal ismét olimpiai bajnok lett.
Az első világháborúban Hadikereszttel tüntették ki. Sikeres bróker volt a Londoni Értéktőzsdén.